# Ali Bönceoğlu
Ali Bönceoğlu (ur. 20 lipca 1993) – turecki zapaśnik walczący w stylu wolnym. Siódmy w Pucharze Świata w 2014 i ósmy w 2019. Trzeci na MŚ juniorów w 2012. Mistrz Europy juniorów w 2013, trzeci w 2012 roku.